# Budapests distrikt

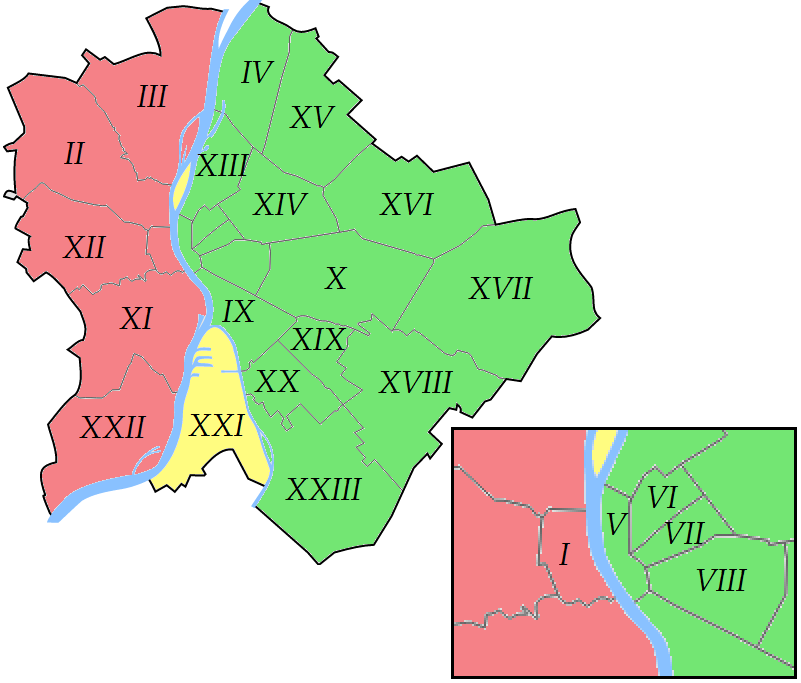
Budapests distrikt. Röd markering: Buda. Grön markering: Pest. Gul markering: Öar.

Budapest är indelat i 23 distrikt (kerület) som fungerar som administrativa underenheter till huvudstaden, i likhet med de 23 distrikt (Gemeindebezirk) som Wien är indelat i.
16 av distrikten ligger i Pest, sex stycken i Buda och ett distrikt ligger på ön Csepel. Margaretaön var tidigare en del av det 13:e distriktet, men år 2013 förvärvades ön av Budapests stad.

## Beskrivning
| Nummer     | Officiellt namn               | Befolkning | Area (km²) | Befolkningstäthet (inv./km²) |
| ---------- | ----------------------------- | ---------- | ---------- | ---------------------------- |
| I.         | Várkerület                    | 24 933     | 3,41       | 7 312                        |
| II.        | -                             | 89 598     | 36,34      | 2 466                        |
| III.       | Óbuda-Békásmegyer             | 128 535    | 39,70      | 3 238                        |
| IV.        | Újpest                        | 101 182    | 18,82      | 5 376                        |
| V.         | Belváros-Lipótváros           | 26 277     | 2,59       | 10 146                       |
| VI.        | Terézváros                    | 38 757     | 2,38       | 16 284                       |
| VII.       | Erzsébetváros                 | 54 129     | 2,09       | 25 899                       |
| VIII.      | Józsefváros                   | 76 957     | 6,85       | 11 234                       |
| IX.        | Ferencváros                   | 59 121     | 12,53      | 4 718                        |
| X.         | Kőbánya                       | 78 703     | 32,49      | 2 422                        |
| XI.        | Újbuda                        | 152 620    | 33,49      | 4 557                        |
| XII.       | Hegyvidék                     | 58 322     | 26,67      | 2 187                        |
| XIII.      | Angyalföld-Újlipótváros       | 120 199    | 13,44      | 8 943                        |
| XIV.       | Zugló                         | 124 956    | 18,13      | 6 892                        |
| XV.        | -                             | 80 327     | 26,94      | 2 982                        |
| XVI.       | -                             | 72 904     | 33,51      | 2 176                        |
| XVII.      | Rákosmente                    | 87 569     | 54,82      | 1 597                        |
| XVIII.     | Pestszentlőrinc-Pestszentimre | 101 613    | 38,60      | 2 632                        |
| XIX.       | Kispest                       | 60 904     | 9,38       | 6 493                        |
| XX.        | Pestszenterzsébet             | 65 851     | 12,18      | 5 406                        |
| XXI.       | Csepel                        | 76 824     | 25,75      | 2 983                        |
| XXII.      | Budafok-Tétény                | 54 504     | 34,25      | 1 591                        |
| XXIII.     | Soroksár                      | 22 833     | 40,77      | 560                          |
| Sammanlagt |                               | 1 757 618  | 525,13     | 3 347                        |